# Lorenzo Panattoni
Lorenzo Panattoni (Lari, ... – ...; fl. XIX secolo) è stato un politico italiano.

## Biografia
Iniziò l'attività (accanto a Giuseppe Panattoni) come deputato di Lari, dove ancora oggi è possibile visitare il palazzo di famiglia, al Parlamento toscano riunitosi col nome di Assemblea Costituente Toscana dal 25 marzo 1849 al 12 aprile 1849.
Lo troviamo quindi, sempre insieme a Giuseppe Panattoni, all'Assemblea dei Rappresentanti della Toscana, creata l'11 agosto 1859 e riunitasi per l'ultima volta il 20 marzo 1860 per sancire l'unificazione della Toscana al Piemonte.
Durante i plebisciti di annessione al Piemonte del marzo 1860 fu molto attivo nel perorare la causa unionista, anche se i risultati a Lari furono molto più bassi che altrove (con circa mille astenuti su poco più di 3000 votanti).
Membro del partito liberale (guidato da Bettino Ricasoli, l'inventore del vino Chianti), vedeva nell'unione (paritetica) del suo paese al Regno di Sardegna il modo migliore per osteggiare il rafforzamento del potere statale perorato dai granduchi lorenesi e difendere le prerogative della classe dominante (aristocratica) toscana.
A Lari fece varie attività di propaganda politica. Per esempio nell'estate del 1849 tenne un comizio contro il Granduca, "istigando il popolo ad andare in guerra contro i tedeschi", che gli costò problemi con la giustizia granducale

## Opere
- Giuseppe Panattoni e Lorenzo Panattoni, Memoria sulla riproduzione dei Promessi sposi del c. Alessandro Manzoni fatta in Firenze nel 1845 dal sig. F. Le Monnier: Repliche giuridiche e Rettificazione alla difesa del Tipografo ricorrente avanti la C. di Cassazione della Toscana, Tipografia Barbèra, Firenze, 1861